# Northrop T-38
Die Northrop T-38 Talon ist ein zweistrahliger Trainer des US-amerikanischen Herstellers Northrop Corporation für Militärpiloten. Sie war das erste Schulflugzeug der Welt für Überschallgeschwindigkeit und ist noch immer im Dienst, soll aber in der United States Air Force durch die Boeing T-7, den Gewinner des T-X-Programms, abgelöst werden.

## Geschichte
Die T-38 wurde Mitte der 1950er-Jahre als Trainer-Variante des Lightweight Fighter-Projekts (N-156 Projekt) entwickelt, aus dem später die F-5 Freedom Fighter entstand. Obwohl die United States Air Force damals keinen Bedarf für einen kleinen Jäger hatte, war sie doch an der Trainer-Variante als Ersatz für die Lockheed T-33 interessiert, mit der bis dahin die Ausbildung durchgeführt wurde. Die ersten drei Prototypen flogen am 10. März 1959 unter der Bezeichnung YT-38. Diese hatten ihren Rollout bereits im August 1958, jedoch verzögerte sich der Erstflug wegen Lieferschwierigkeiten bei den Triebwerken. Die ersten Serienmaschinen wurden dann 1961 nach dem schrittweisen Einbau und Test stärkerer Triebwerke ausgeliefert und traten am 17. März des gleichen Jahres ihren aktiven Dienst an. Als die Produktion 1972 eingestellt wurde, waren 1187 Maschinen des Typs T-38 gebaut worden. Seit ihrer Einführung wurden geschätzt 55.000 Militärpiloten auf diesen Maschinen ausgebildet. Die T-38 hatte für damalige Trainingsflugzeuge eine sehr fortschrittliche Konfiguration mit Tragflächen relativ kleiner Spannweite und geringer Pfeilung. Zur Erreichung der Überschallfähigkeit wurde der Rumpf im Tragflächenbereich entsprechend der sogenannten Flächenregel verjüngt. Ein tiefliegendes Höhenleitwerk sorgt für sicheres Fliegen auch im höheren Anstellwinkelbereich (besonders wichtig für Trainingsaufgaben). Triebwerksseitig profitierte die T-38 von Entwicklungen für Marschflugkörper, sodass sie mit zwei sehr zuverlässigen und ökonomischen Triebwerken ausgerüstet werden konnte. Die Pitot-Lufteinläufe für die Turbo-Triebwerke befinden sich vor den Tragflächenwurzeln und sind zur Verbesserung ihrer Hochanstellwinkeleigenschaften leicht vorwärts geneigt. Das große, geräumige Cockpit ist für Schulungszwecke bestens geeignet. Auch heute ist die vordere Schülerposition mit ihrer günstigen Rundumsicht als vorbildlich zu bezeichnen. Der hintere Sitz bietet dem Fluglehrer eine gute Übersicht über die Arbeit seines Schülers und gleichzeitig die Möglichkeit, die T-38 ohne große Einschränkungen selbst zu fliegen. Zur Sicherheit wurden zwei Martin-Baker US16T-1-Schleudersitze eingebaut. Da seit den 1990er Jahren auch Frauen an Kampfeinsätzen teilnehmen dürfen, wurde es notwendig, die Schleudersitze an deren durchschnittlich geringeres Gewicht und Größe anzupassen, da auch die Trainer T-6A aus diesem Grund umgerüstet werden mussten. Das hohe Schub-Gewichts-Verhältnis brachte der T-38 ihren Spitznamen White Rocket („Weiße Rakete“) ein. Wegen ihrer eleganten Formgebung wird sie auch als White Beauty (Weiße Schönheit) bezeichnet. 1962 stellten T-38 vier Steigraten-Rekorde auf.

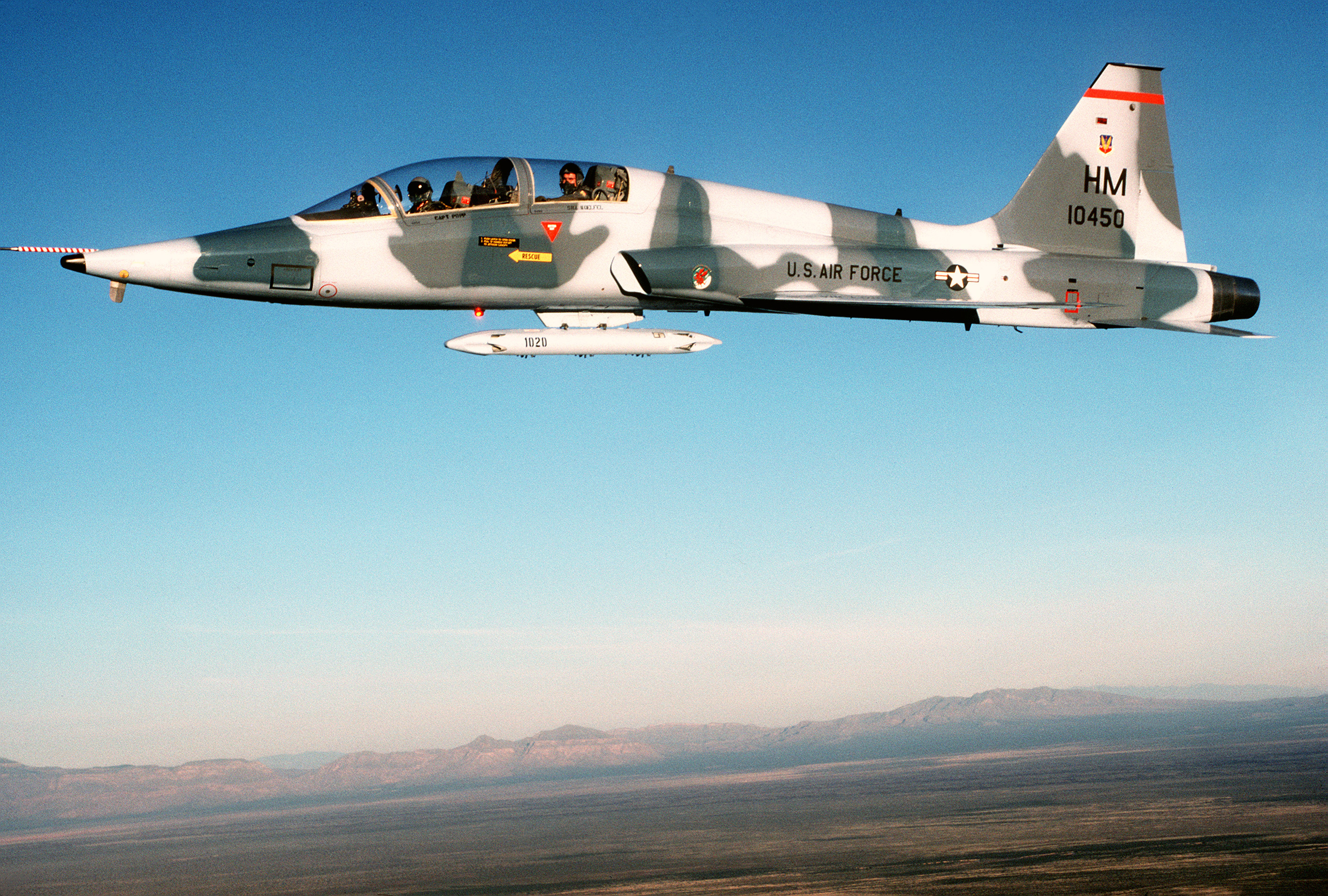
AT-38B über der Holloman AFB

Im Jahr 1975 initiierte die USAF das lead-in-fighter program (LIFT), unter dem 116 T-38B zu AT-38B modifiziert wurden. Sie erhielten für das Waffentraining eine MG-Zieleinrichtung sowie eine Außenlaststation, die mit Bomben, Raketen oder einem MG-Behälter bestückt werden konnte. Als Waffenzuladung konnte ein SUU-20 Bomben/Raketen-Dispenser, ein SUU-11/A 7,62-mm-Minigunbehälter oder ein AF/BK37K-1 Bombenbehälter mitgeführt werden. Das Programm endete 1993, wonach die AT-38B in das 12th Flying Training Wing auf der Randolph AFB überführt wurden.
Ab 1984 durchlief die T-38A ein dreistufiges Programm zur Verlängerung der Einsatzdauer (Service Life Extension Program, SLEP), das die Bezeichnung Pacer Classic erhielt. In der ersten Phase wurden die Schleudersitze ausgetauscht sowie die Rumpflongerons, das Fahrgestell und Flugsteuerungselemente erneuert. In der nächsten Phase Pacer Classic II, die 2001 begann, wurden bei 500 T-38A u. a. höher belastbare Tragflächen installiert und Modifikationen zur Erhöhung des Startschubs und der Triebwerkshaltbarkeit durchgeführt. Die verstellbaren Triebwerksauslässe wurden für mehr Schub in niedrigen Höhen verändert. Dieses Upgrade wurde Mitte 2007 abgeschlossen und die Maschinen wurden danach als T-38C bezeichnet. Etwa ab Mitte 2011 erhielten wenigstens 125 T-38C eine neue Avionik einschließlich eines Glas-Cockpits und einem Head-up-Display. Dazu wurde unter anderem ein GPS/INS, ein zentraler großer Farbbildschirm (15 × 20 cm) und auf der rechten Seite ein Statusbildschirm (10 × 13 cm) eingebaut. So soll den Pilotenschülern der Umstieg auf Flugzeuge der fünften Generation (F-22, Eurofighter) vereinfacht werden.
Außer der USAF fliegen oder flogen auch die Luftwaffen von Deutschland, Portugal, Taiwan und der Türkei die T-38. Außerdem wird sie von der NASA und von Boeing geflogen, die diesen Typ als Begleitflugzeug benutzen. Space-Shuttle-Piloten nutzten dieses Flugzeug, um ihre fliegerischen Fähigkeiten zu erhalten. Hinzu kommt noch eine kleine Anzahl in zivilem Besitz. Zwischen 1974 und 1983 flog auch die Thunderbirds-Kunstflugstaffel der US Air Force die T-38, bevor die gestiegenen Treibstoff- und Wartungskosten zu deren Ablösung durch die F-16 Fighting Falcon führten.
Anfang 2013 befanden sich noch 508 T-38 im Bestand der USAF (54 T-38A, 6 AT-38B, 448 T-38C).
Die derzeit 41 (Stand: 01.2017) T-38C der deutschen Luftwaffe tragen USAF-Kennzeichen, da sie in den USA auf der Sheppard Air Force Base (Texas) stationiert sind. Dort erhalten die deutschen Flugschüler seit über 20 Jahren innerhalb von 55 Kalenderwochen im Rahmen des Euro NATO Joint Jet Pilot Training, kurz ENJJPT, ihre fliegerische Ausbildung. Die Verantwortung für die Ausbildung liegt in den Händen des 80th Flying Training Wing der USAF. Auch die deutschen Flugzeuge sind auf den Stand der T-38C gebracht worden, um sie an den aktuellen Stand der Technik anzupassen. Sie sollen bis zum Jahr 2034 (über 70 Jahre nach ihrem Erstflug) im Flugbetrieb bleiben.

## Produktion
Abnahme der T-38 durch die USAF: 
| Version       | 1959 | 1960 | 1961 | 1962 | 1963 | 1964 | 1965 | 1966 | 1967 | 1968 | 1969 | 1970 | 1971 | 1972 | SUMME |
| ------------- | ---- | ---- | ---- | ---- | ---- | ---- | ---- | ---- | ---- | ---- | ---- | ---- | ---- | ---- | ----- |
| YT-38         | 2    |      |      |      |      |      |      |      |      |      |      |      |      |      | 2     |
| T-38A         | 1    | 12   | 66   | 144  | 144  | 144  | 142  | 144  | 35   | 92   | 117  | 22   | 38   |      | 1.101 |
| T-38A Germany |      |      |      |      |      |      |      | 1    | 45   |      |      |      |      |      | 46    |
| T-38A NASA    |      |      |      |      |      |      | 4    | 13   | 9    | 1    |      |      | 4    | 4    | 35    |
| T-38A US Navy |      |      |      |      |      |      |      |      |      |      |      | 2    | 3    |      | 5     |
| SUMME         | 3    | 12   | 66   | 144  | 144  | 144  | 146  | 158  | 89   | 93   | 117  | 24   | 45   | 4    | 1.189 |

## Nutzer
Deutschland
- Luftwaffe: 46 beschafft

 Portugal
- Força Aérea Portuguesa

 Taiwan
- Republic of China Air Force

 Türkei
- Hava Kuvvetleri

 Vereinigte Staaten
- United States Air Force:

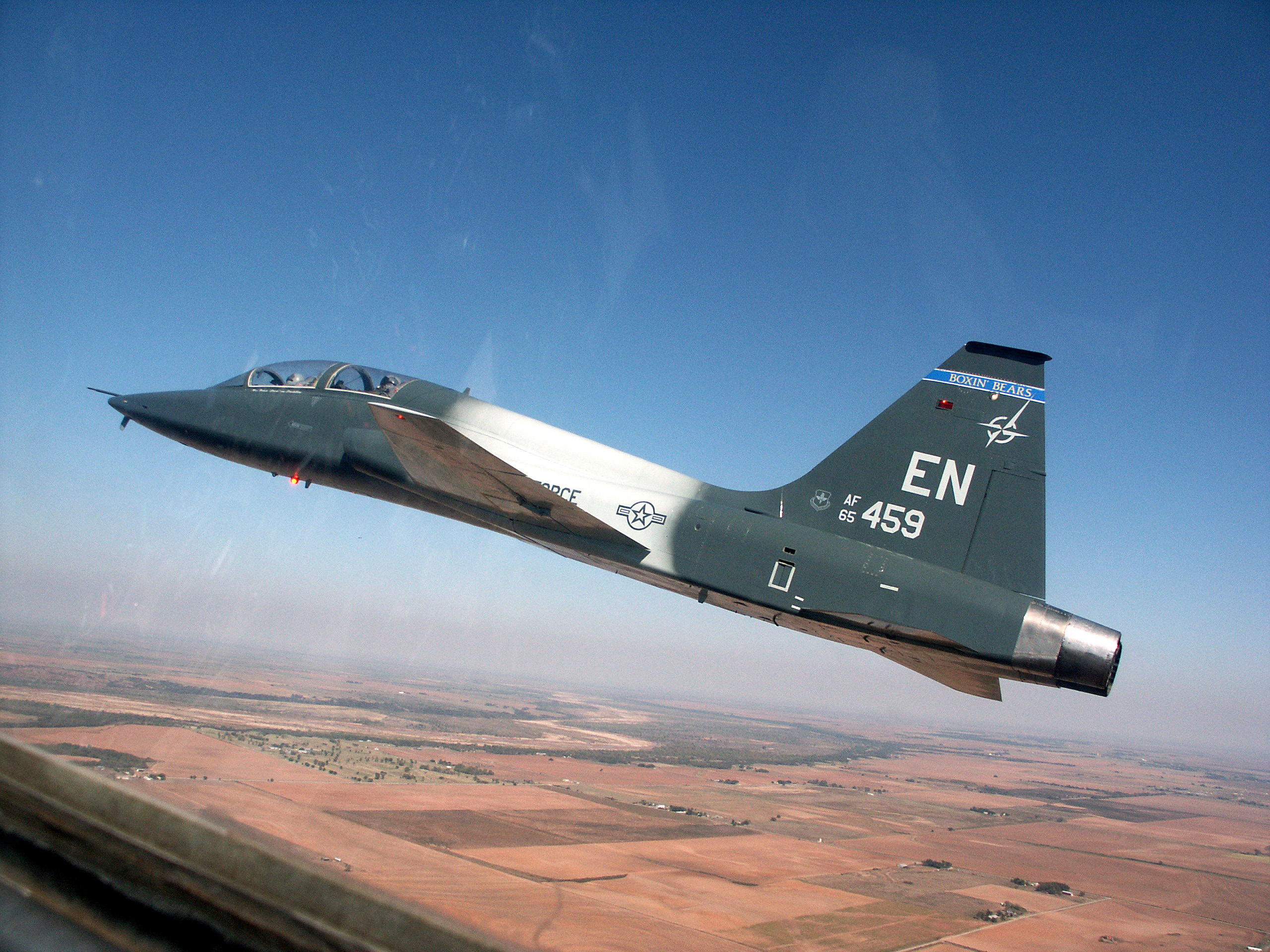
T-38 der „NATO Joint Jet Pilot Training School“, Sheppard AFB, Texas

- United States Navy: 10 bei der USNTPS
- NASA

## Technische Daten

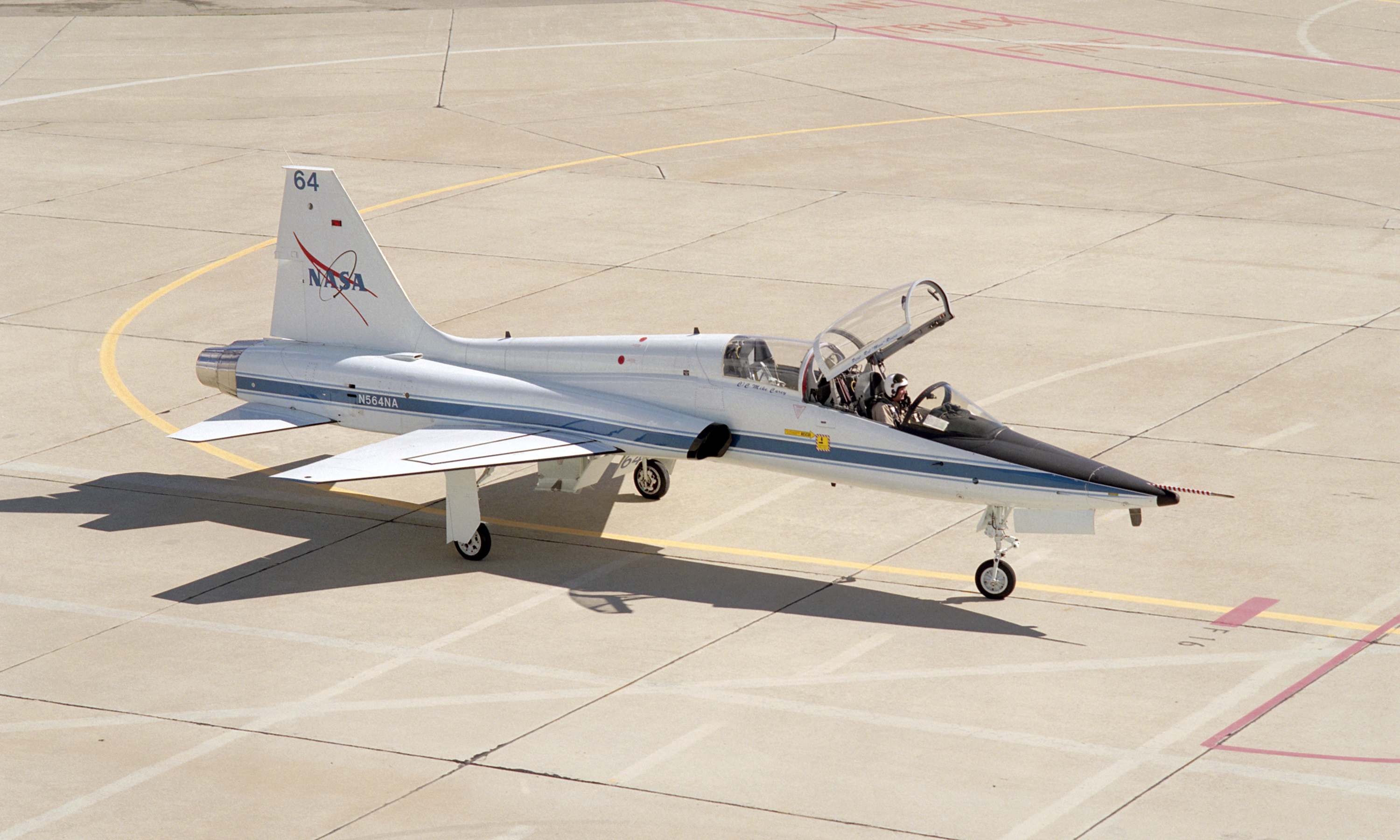
Eine T-38 Talon der NASA

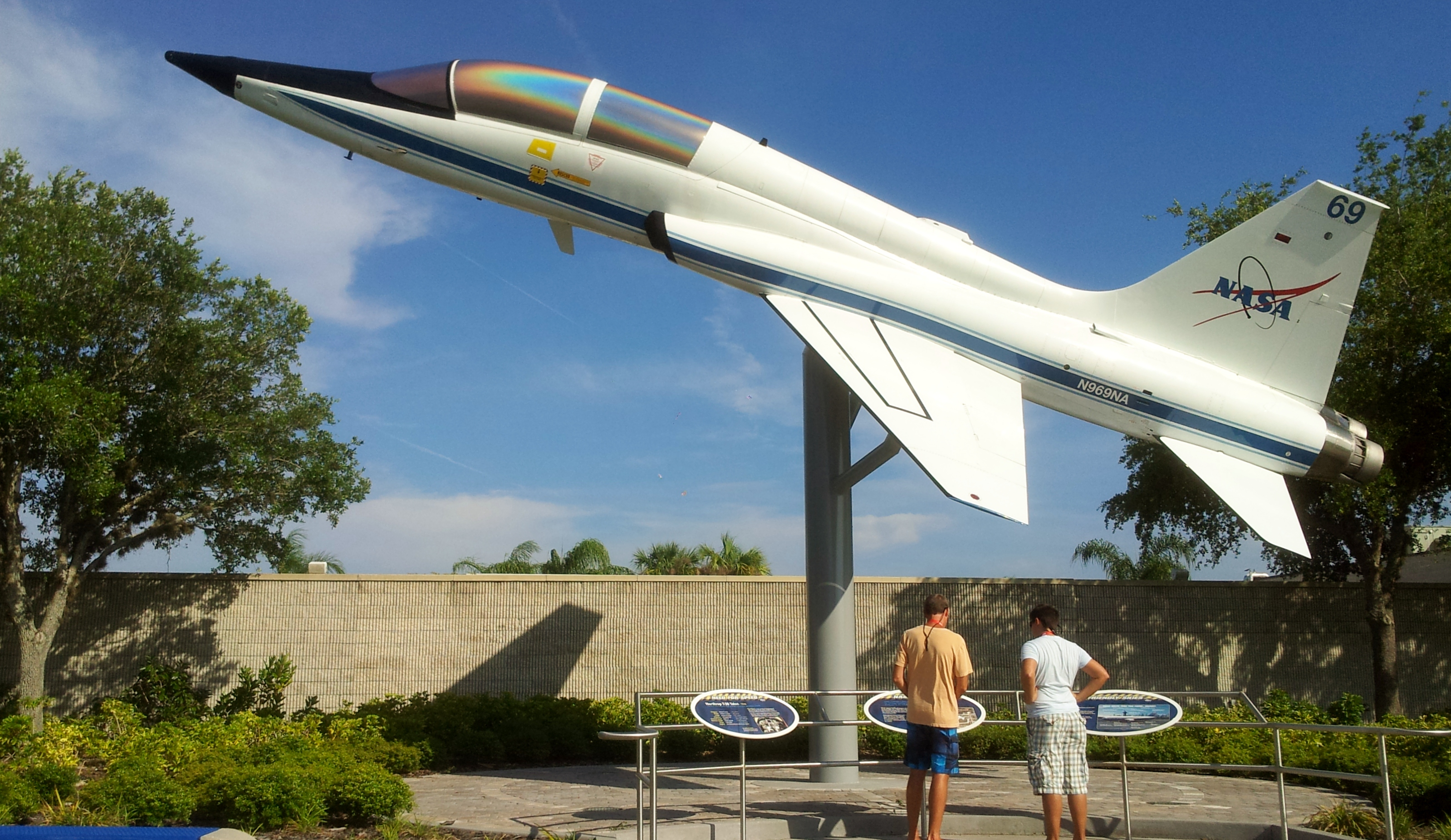
T-38 Talon, ausgestellt im Kennedy Space Center

| Kenngröße             | Daten                                                  |
| --------------------- | ------------------------------------------------------ |
| Besatzung             | 2 (Flugschüler und Ausbilder)                          |
| Länge                 | 14,10 m                                                |
| Spannweite            | 7,70 m                                                 |
| Höhe                  | 3,92 m                                                 |
| Flügelfläche          | 15,79 m²                                               |
| Flügelstreckung       | 3,8                                                    |
| Leermasse             | 3266 kg                                                |
| Startmasse            | max. 5670 kg                                           |
| Höchstgeschwindigkeit | 1381 km/h                                              |
| Dienstgipfelhöhe      | 15.240 m                                               |
| Reichweite            | 1760 km                                                |
| Triebwerke            | Zwei General Electric-J85-5A-Turbojets mit Nachbrenner |
| Schub                 | 2 × 9,1 kN                                             |

## Verwandte Flugzeuge
- Northrop F-5
- Northrop F-20